# Mercedes-Benz W125
Mercedes-Benz W125 är en tävlingsbil, tillverkad av den tyska biltillverkaren Mercedes-Benz 1937.

## Bakgrund
Grand Prix-säsongen 1936 hade varit en katastrof för Mercedes-stallet och man drog sig tillbaka från tävlandet under säsongen för att ta fram en ny bil. W125 byggde vidare på företrädaren W25 och tävlade enligt den då rådande 750 kilos-formeln.

## Utveckling
Den nya bilen hade en helt ny ram bestående av ovalrör. Den var betydligt starkare än företrädarens lådbalksram. Detta betydde att fjädringen kunde göras mjukare och därmed följsammare. Tillsammans gav detta klart bättre väghållning.
Motorn var en ny rak åtta på 5,7 liter. Kompressorn hade flyttats, så att den nu sög bränsleblandningen genom förgasaren, istället för som tidigare tryckt luften till förgasaren. Samtidigt försvann det för Mercedes-Benz så typiska skrikande ljudet. Motorn levererade som mest runt 570 hk. Det skulle dröja fram till åttiotalets turboera innan dessa siffror överskreds inom Grand Prix-cirkusen.

## Tekniska data
| Tekniska data           | W125                                                              |
| ----------------------- | ----------------------------------------------------------------- |
| Motor:                  | Frontmonterad 8-cylindrig radmotor                                |
| Cylindervolym:          | 5660 cm³                                                          |
| Borrning x slaglängd:   | 94 x 102 mm                                                       |
| Max effekt vid varvtal: | 570 hk vid 5 800 v/min                                            |
| Ventilstyrning:         | 2 överliggande kamaxlar, 4 ventiler per cylinder                  |
| Överladdning:           | Roots-kompressor                                                  |
| Växellåda:              | 4-växlad manuell                                                  |
| Hjulupphängning fram:   | Dubbla tvärlänkar, skruvfjädrar, hydrauliska stötdämpare          |
| Hjulupphängning bak:    | De Dion-axel, längsgående torsionsstavar, hydrauliska stötdämpare |
| Bromsar:                | Hydrauliska trumbromsar                                           |
| Chassi & kaross:        | Kryssformad ovalrörsram med aluminiumkaross                       |
| Hjulbas:                | 280 cm                                                            |
| Torrvikt:               | Ca 750 kg                                                         |
| Toppfart:               | 320 km/h                                                          |

## Tävlingsresultat

### Grand Prix 1937
Till säsongen 1937 hade Luigi Fagioli gått över till Auto Union. Han ersattes av Christian Kautz och Hermann Lang. Efter den misslyckade säsongen 1936 var Mercedes-Benz tillbaka i stor stil och stallet tog sex segrar under säsongen.
I europamästerskapet var Belgiens Grand Prix tillbaka i kalendern. Mercedes-stallet dominerade EM. Rudolf Caracciola blev åter europamästare, följd av Manfred von Brauchitsch, Kautz och Lang på platserna två till fyra.